# Gare de Nasushiobara
La gare de Nasushiobara (那須塩原駅, Nasushiobara-eki) est une gare ferroviaire de la ville de Nasushiobara, dans la préfecture de Tochigi, au Japon.
C’est une gare de la East Japan Railway Company (JR East) desservie notamment par le Shinkansen.

## Situation ferroviaire
La gare est située au point kilométrique (PK) 157,8 de la ligne principale Tōhoku et au PK 152,4 de la ligne Shinkansen Tōhoku.

## Histoire
La gare a été inaugurée le 24 novembre 1898 sous le nom de Higashi-Nasuno. Elle est renommée gare de Nasushiobara pour l'ouverture de la ligne Shinkansen Tōhoku le 23 juin 1982.

## Service des voyageurs

### Accueil
La gare dispose d'un bâtiment voyageurs, avec guichets, ouvert tous les jours.

### Desserte
- Voies 1 et 2 :  Ligne Shinkansen Tōhoku direction Sendai et Morioka
- Voie 5 : Ligne Shinkansen Tōhoku et Yamagata direction Ōmiya et Tokyo
- Voies 7 et 8 : Ligne principale Tōhoku (ligne Utsunomiya) direction Kuroiso et Koriyama
- Voies 8 et 9 : Ligne principale Tōhoku (ligne Utsunomiya) direction Nishi-Nasuno et Utsunomiya